# Pseudabispa confusa
Pseudabispa confusa är en stekelart som beskrevs av Vecht 1960. Pseudabispa confusa ingår i släktet Pseudabispa och familjen Eumenidae. Inga underarter finns listade i Catalogue of Life.